# Paula Montal
Paula Montal (ur. 11 października 1799 w Arenys de Mar, zm. 26 lutego 1889 w Olesa de Montserrat) – święta katolicka, założycielka Instytutu Córek Maryi Sióstr Szkół Pobożnych.

## Życiorys
Była najstarszą z piątki rodzeństwa małżeństwa Ramóna Montala i Vicenty Fornés (były to osoby silnie wierzące). Ochrzczono ją w dniu narodzin. W swoim domu rodzinnym nauczyła się czytać i pisać, następnie uczęszczała do szkółki dla dziewcząt, gdzie były nauczane podstawowych przedmiotów. Kiedy Paula miała 10 lat zmarł jej ojciec. Wtedy zaczęła pracować jako hafciarka, koronkarka, by pomoc swej matce w utrzymaniu rodziny. Wkrótce zaczęła także pomagać proboszczowi w katechizowaniu dzieci z parafii. Była członkinią Arcybractwa Matki Bożej Różańcowej.
Obserwując sytuację kobiet wywodzących się z proletariatu dostrzegła wagę zapewnienia im odpowiedniego wykształcenia i formacji chrześcijańskiej. W 1829 przeprowadziła się do Figueres i otworzyła tam szkołę dla dziewcząt. Potem, również z jej inicjatywy, powstały kolejne szkoły: w Arenys de Mar i w Sabadell (obie prowadzone przez pijarów). W placówce w Sabadell nadała wspólnocie ukonkretnioną strukturę opartą na regułach św. Józefa Kalasantego, co było odpowiedzią na sugestie ojców pijarów: Jacinta Felíu i Augustina Casanovasa. 2 lutego 1847 złożyła śluby zakonne wraz z gronem koleżanek, dając tym samym początek Zgromadzeniu Córek Maryi od Szkół Chrześcijańskich. 14 marca 1847 odbyła się w Sabadell pierwsza kapituła generalna zgromadzenia. W 1853 opublikowano konstytucje zgromadzenia. Od 1859 do śmierci przebywała w Olesa de Montserrat, gdzie opiekowała się lokalną szkołą dla dziewcząt.
Zmarła 26 lutego 1889 roku w Olesa de Montserrat. 

## Beatyfikacja i kanonizacja
Beatyfikował ją Jan Paweł II w kwietniu 1993 roku, w listopadzie 2001 roku włączył ją do grona świętych.